# Lauro Bordin
Lauro Bordin (Crespino, 7 luglio 1890 – Milano, 19 maggio 1963) è stato un ciclista su strada, fotografo e fotoreporter italiano.
Professionista dal 1910 al 1924, nel 1914 vinse il Giro di Lombardia.

## Vita e carriere
Nipote del compositore Stefano Gobatti (fratello di sua madre), allora attivo sui più grandi palcoscenici italiani, gli venne messo il nome Lauro in onore di Lauro Rossi, maestro del celebre zio al Conservatorio di Napoli.
Seguendo Gobatti, il piccolo Lauro venne presto in contatto con il mondo dello spettacolo, restandone affascinato. Un'altra sua passione era il dilettarsi nella pittura.
Ma il giovane Lauro, per frequentare le scuole tecniche di Rovigo, presso il collegio Menegatti, doveva percorrere tra andata e ritorno più di una ventina di chilometri. A causa di questo involontario allenamento, venne catturato dal ciclismo.
Partecipò alla sua prima gara a 17 anni: la Milano-Desio, andata e ritorno. Bordin da professionista corse per le principali squadre dell'epoca: Legnano, Stucchi, Gerbi, Maino e Bianchi. Buon velocista, si distinse nelle corse in linea.
Nel 1910 prese parte al suo primo Giro d'Italia. Nell'edizione del 1911 vinse la sua prima delle tre tappe vinte in carriera al Giro. Nel 1912. nell'unica edizione del Giro d'Italia con la vittoria assegnata alla squadra e non al singolo ciclista, si classificò terzo con la Gerbi (fu anche l'unico della sua squadra a vincere una tappa, la Firenze-Genova).
Nel 1913 vinse una tappa al Giro d'Italia, una massacrante gara di 419 km terminata nella sua Rovigo; nello stesso anno fu secondo ai Campionati Italiani di Ciclismo, dietro a un Costante Girardengo alla prima delle sue nove vittorie consecutive. Nel 1914 si impose nel Giro di Lombardia. Nel 1915 ottenne un terzo posto alla Milano-Torino; inoltre ottenne un secondo posto, nel 1918, e un terzo, nel 1920, alla Milano-Modena. Nel 1924, anno in cui corse il suo ultimo Giro d'Italia, mise fine alla sua carriera agonistica, che aveva contato anche due partecipazioni al Tour de France.
Conclusa l'attività ciclistica, divenne fotoreporter (giornalista e fotografo), occupandosi di sport (in primis di ciclismo, seguendo la carovana del Giro d'Italia e assistendo alle competizioni disputate al Velodromo Vigorelli) ma anche del suo primo amore, lo spettacolo. Aveva aperto uno studio da fotografo a Milano, in corso Buenos Aires.
Fotografo fisso a fianco di Mike Bongiorno a Lascia o raddoppia?, ben riconoscibile per i suoi folti capelli bianchi, divenne un personaggio e venne anche chiamato dal concorrente Mario De Maria a partecipare attivamente al gioco quale esperto di ciclismo, acquistando di nuovo grande popolarità. Si raccontò in un libro dal titolo Carriera di un corridore artista - 50 anni di vita ciclistica - da pittore a corridore - da fotoreporter a..... Lascia o Raddoppia.
Morì affetto da cecità in una casa di riposo milanese, mentre con una radiolina in mano stava ascoltando la radiocronaca della tappa di partenza del Giro d'Italia 1963. Venne sepolto al Cimitero Maggiore di Milano, ove i resti sono stati in seguito tumulati in una celletta.

## Palmarès
- 1911

Circuito Euganeo
8ª tappa Giro d'Italia (Bologna-Ancona)
- 1912

Giro del Polesine
6ª tappa Giro d'Italia (Firenze-Genova)
- 1913

Giro del Polesine
8ª tappa Giro d'Italia (Ascoli Piceno-Rovigo)
- 1914

Giro di Lombardia
- 1915

Coppa d'Inverno
Coppa Lugano
Gran Premio d'Autunno
Milano-Brinzio-Milano
- 1918

Criterium Reale di Chiusura
Monza-Erba-Montevecchia
Milano-Varese
Gran Premio di Roma

### Altri successi
- 1918

Criterium Reale di Chiusura
Torino-Arquata (cronometro a squadre)

## Piazzamenti

### Grandi Giri
- Giro d'Italia

1910: ritirato (2ª tappa)
1911: 17º
1912: 3º (classifica a squadre)
1913: 17º
1914: ritirato
1919: 8º
1920: ritirato
1921: 16º
1922: ritirato
1923: ritirato
1924: ritirato
- Tour de France

1910: ritirato (7ª tappa)
1919: non partito
1920: non partito
1922: ritirato (5ª tappa)

### Classiche monumento
- Milano-Sanremo

1911: 19º
1912: 23º
1913: 11º
1915: 8º
1921: 13º
- Giro di Lombardia

1911: 15º
1912: 13º
1913: 11º
1914: vincitore
1915: 6º
1917: 16º
1918: 8º
1920: 8º